# Dipoena nigra
Dipoena nigra là một loài nhện trong họ Theridiidae.
Loài này thuộc chi Dipoena. Dipoena nigra được James Henry Emerton miêu tả năm 1882.